# Kundihalli, Gauribidanur
Kundihalli là một làng thuộc tehsil Gauribidanur, huyện Chikkaballapur, bang Karnataka, Ấn Độ.